# Danika Yarosh
Danika Yarosh (ur. 1 października 1998 w Morristown) – amerykańska aktorka.

## Filmografia
- Greenhouse Academy jako Brooke Osmond[1]
- Shameless – Niepokorni jako Holly Herkimer[2]
- Smoła jako Irene[3]
- Zagrać tatę jako Olivia[3]

## Nagrody i nominacje
- 2014: Young Artist Award w kategorii najlepszy występ w serialu telewizyjnym za udział w produkcji 1600 Penn (jako gościnnie występująca aktorka od 14. do 16. roku życia); nominacja do Young Artist Award w kategorii najlepszy występ w serialu telewizyjnym za udział w produkcji Zagrać tatę (jako powracająca młoda aktorka)[4]
- 2015: nominacja do Young Artist Award w kategorii najlepszy występ w serialu telewizyjnym za udział w produkcji Shameless – Niepokorni (jako powracająca młoda aktorka od 14. do 16. roku życia)[5]

## Życie prywatne
Córka Lindy i Victora, ma siostrę Amandę i dwóch braci: Erika oraz Petera. Jest chrześcijanką.